# Vytenis Andriukaitis
Vytenis Povilas Andriukaitis (Kiusiur, Unión Soviética, 9 de agosto de 1951 es un político lituano, perteneciente al Partido Socialdemócrata Lituano  y fue comisario europeo de Salud y Seguridad Alimentaria en la Comisión Juncker.

## Biografía
Fue uno de los signatarios de la declaración de independencia de Lituania. Posteriormente, fue diputado entre 1990 y 2004. Se presentó a las elecciones presidenciales en 1997, pero solo obtuvo algo menos del 6 % de los votos en la primera vuelta. Cinco años después, en 2002, mejoró levemente los resultados hasta alcanzar el 7,3 % de los votos.
En diciembre de 2012 ocupó la cartera de ministro de Sanidad en el gobierno de coalición socialdemócrata de Algirdas Butkevičius, cargo que ocupó hasta julio de 2014, cuando fue reemplazado por Rimantė Šalaševičiūtė. En noviembre de 2014 fue nombrado comisario europeo de Salud y Seguridad Alimentaria, cargo que ejerció hastra 2019.
En 2024 fue elegido diputado del Parlamento Europeo.
Fuera de la política, desarrolló una carrera en el campo de la Medicina como cirujano cardíaco, entre 1978 et 2008. Además de lituano, habla alemán, ruso, inglés, polaco y esperanto.